# Occhi nella notte (film 1942)
Occhi nella notte (Eyes in the Night) è un film del 1942 diretto da Fred Zinnemann, con protagonista Edward Arnold.
La pellicola è tratta dal romanzo Profumo di violette (Odor of Violets, 1941) del giallista Baynard Kendrick.
Nel 1945 il protagonista torna a interpretare lo stesso personaggio, Duncan Maclain, nel film The Hidden Eye.

## Trama
Durante la seconda guerra mondiale, il detective privato newyorkese Duncan Maclain, cieco ma dotato di straordinarie capacità investigative, continua a esercitare la sua professione con l'aiuto del cane guida Venerdì, del fedele maggiordomo Alistair e dell'assistente Marty. Quando la sua vecchia amica Norma Lawry, un'attrice ormai ritirata, gli chiede di sorvegliare la giovane e ribelle figliastra Barbara, Duncan inizialmente rifiuta ma ben presto si ritrova coinvolto in una vicenda molto più complessa. Barbara, adolescente testarda e affascinata dal mondo del teatro, è sentimentalmente legata all'attore Paul Gerente, un uomo ambiguo e dal passato poco limpido che, in passato, è stato anche l'amante di Norma. Quando Paul viene trovato morto nel suo appartamento, Barbara accusa la matrigna di omicidio, alimentata da un rancore covato a lungo. Norma nega ogni responsabilità ma accetta di allontanarsi dal marito Stephen Lawry, un ingegnere coinvolto in un progetto segreto del governo, pur di evitare scandali. Duncan inizia a indagare e scopre che attorno a lui si muovono figure misteriose: Gabriel Hoffman, che si spaccia per un semplice conoscente, e sua moglie Vera, apparentemente una domestica. In realtà, entrambi fanno parte di una rete di spionaggio nazista, coordinata dalla regista teatrale Cheli Scott. L'obiettivo della cellula è ottenere la formula segreta a cui Stephen sta lavorando. Hansen, il maggiordomo dei Lawry, è complice degli agenti e ha avuto un ruolo nell'omicidio di Paul. Quando le comunicazioni vengono interrotte e la famiglia si trova isolata nella casa di campagna, Duncan finge di essere un parente in visita per continuare le indagini. La situazione precipita quando Vera, scoperta, viene eliminata dai suoi stessi complici. Duncan, grazie alla sua abilità e all'intelligenza di Venerdì, riesce a inviare una richiesta d'aiuto e affronta i nemici, sfruttando a suo vantaggio l'oscurità in cui altri si perdono.